# Coupe d'Irlande de football 1951-1952
Navigation
Édition précédente Édition suivante
La Coupe d'Irlande de football 1951-1952, en anglais The Football Association of Ireland Challenge Cup, est la 31e édition de la Coupe d'Irlande de football organisée par la Fédération d'Irlande de football. La compétition commence le 16 février 1952, pour se terminer le 23 avril 1952. Le Dundalk Football Club remporte la compétition en battant en finale le Cork Athletic dont c'est la troisième finale consécutive.

## Organisation
La compétition rassemble seize clubs. Ils évoluent dans le championnat d'Irlande ou en Leinster League.
En cas de match nul, le match est rejoué.

## Compétition

### Premier tour
Les matchs se déroulent les 16 et 17 février 1952. Les matchs d'appui ont lieu les 20 et 21 février 1952 puis le 27 février.
| Club recevant          | Score | Club visiteur             | Date            |
| ---------------------- | ----- | ------------------------- | --------------- |
| Drumcondra FC          | 0-0   | Jacob's                   | 16 février 1952 |
| Aer Lingus             | 0-3   | Shamrock Rovers           | 17 février 1952 |
| AOH                    | 2-1   | Evergreen United FC       | 17 février      |
| Dundalk FC             | 3-2   | St. Patrick's Athletic FC | 17 février      |
| Shelbourne FC          | 1-0   | Bohemian FC               | 17 février      |
| Sligo Rovers           | 1-1   | Limerick Football Club    | 17 février      |
| Transport FC           | 1-1   | Cork Athletic             | 17 février      |
| Waterford United       | 2-1   | Pike Rovers               | 17 février      |
|                        |       |                           |                 |
| Cork Athletic          | 0-0   | Transport FC              | 20 février      |
| Jacob's                | 1-2   | Drumcondra FC             | 20 février      |
| Limerick Football Club | 0-2   | Sligo Rovers              | 21 février      |
|                        |       |                           |                 |
| Transport FC           | 2-3   | Cork Athletic             | 27 février      |

### Deuxième tour
Les matchs se déroulent les 1er et 2 mars 1952. Le match d'appui a lieu les 13 mars 1952.
| Club recevant    | Score | Club visiteur    | Date          |
| ---------------- | ----- | ---------------- | ------------- |
| Shamrock Rovers  | 1-2   | Cork Athletic    | 1er mars 1952 |
| AOH              | 0-4   | Dundalk FC       | 2 mars 1952   |
| Shelbourne FC    | 3-3   | Waterford United | 2 mars        |
| Sligo Rovers     | 3-1   | Drumcondra FC    | 2 mars        |
|                  |       |                  |               |
| Waterford United | 1-0   | Shelbourne FC    | 13 mars       |

### Demi-finales
Les matchs se déroulent les 29 mars 1952 et 30 mars 1952. Ils se déroulent à Dalymount Park à Dublin. Le match d'appui est programmé le 2 avril à Milltown
| Première demi-finale | Dundalk FC       | 2-2 | Waterford United              | Dalymount Park, Dublin |  |
| 29 mars 1952         | Fearon · moloney |     | D. Fitzgerald · J. Fitzgerald |                        |  |

| Première demi-finale, match d'appui | Dundalk FC                  | 6-4 | Waterford United                     | Dalymount Park, Dublin |  |
| 2 avril 1952                        | Moloney · McDonagh · Martin |     | McQuade pen · Nelson · D. Fitzgerald |                        |  |

| Deuxième demi-finale | Cork Athletic                 | 4-3 | Sligo Rovers            | Milltown, Dublin |  |
| 30 mars 1952         | O'Leary · O'Sullivan · Lennox |     | Buggy · Miller · Lipper |                  |  |

## Finale
La finale se déroule le 20 avril 1952 à Dalymount Park à Dublin. Le match se terminant par un match nul, la finale est rejouée trois jours plus tard dans le même stade. 
Pour la troisième année consécutive le Cork Athletic est en finale de la Coupe d'Irlande. Son adversaire du jour est le Dundalk FC. La finale est longtemps à l'avantage des corkmens. Après avoir ouvert la marque à la cinquantième minute, ils pensent avoir le match gagné, mais à trois minutes de la fin de la rencontre Dundalk égalise et s'offre la possibilité de rejouer le match. Cette égalisation intervient alors que Cork joue à 10 contre onze après la blessure de leur gardien. Dave Noonan habituel défenseur prend sa place dans les cages et Courtney pour ne pas handicaper son équipe se place à l'aile. Les remplacements ne sont pas encore autorisés dans le football. Avec une défense totalement désorganisée, Cork ne peut résister à la première attaque de Dundalk et se fait rattraper au score.
Trois jours plus tard, la rencontre est tout autre. Cork n'a pas su comment gérer ces trois jours. Rentrés chez eux le lundin ils remontent à Dublin la veille de la rencontre. Ce jour-là, l'attaquant Johnny Vaughan est au tribunal comme témoin dans une affaire de meurtre. Dundalk ouvre la marque dès la 3e minute de jeu et assure définitivement la victoire en deuxième mi-temps pour l'emporter 3-0. Dundalk remporte là sa troisième victoire en coupe d'Irlande.
| Finale        | Cork Athletic Football Club | 1-1     | Dundalk Football Club | Dalymount Park, Dublin                                  |                                                         |
| 20 avril 1952 | O'Leary 50e |         | Martin 87e | Spectateurs : 26 479 Arbitrage : C. Fletcher (Cheshire) | Spectateurs : 26 479 Arbitrage : C. Fletcher (Cheshire) |
| 20 avril 1952 | Ned Courtney ; Paddy Noonan, Dave Noonan, John Moloney, Florrie Burke, Willie Cotter, Johnny Vaughan, Murty Broderick, Paddy Cronin, Paddy O'Leary, Jackie Lennox. | Équipes | Walter Durkan ; Joe Ralph, Tommy Traynor ; Paddy Gavin, Mattie Clarke, Jackie McCourt, Leo McDonagh, Johnny Fearon, Joe Martin, Paddy Mullen, Fergus Moloney. | Spectateurs : 26 479 Arbitrage : C. Fletcher (Cheshire) | Spectateurs : 26 479 Arbitrage : C. Fletcher (Cheshire) |

| Finale, match d'appui | Cork Athletic Football Club | 0-3     | Dundalk Football Club | Dalymount Park, Dublin                                  |                                                         |
| 23 avril 1952         | |         | Fearon 2e · Moloney 67e · Mullen 83e | Spectateurs : 20 753 Arbitrage : C. Fletcher (Cheshire) | Spectateurs : 20 753 Arbitrage : C. Fletcher (Cheshire) |
| 23 avril 1952         | Jackie Waters ; Paddy Noonan, Dave Noonan, John Moloney, Florrie Burke, Willie Cotter, Johnny Vaughan, Willie O'Mahoney, Paddy Cronin, Paddy O'Leary, Jackie Lennox. | Équipes | Walter Durkan ; Joe Ralph, Tommy Traynor ; Paddy Gavin, Mattie Clarke, Jackie McCourt, Leo McDonagh, Johnny Fearon, Joe Martin, Paddy Mullen, Fergus Moloney. | Spectateurs : 20 753 Arbitrage : C. Fletcher (Cheshire) | Spectateurs : 20 753 Arbitrage : C. Fletcher (Cheshire) |